# Klein Belitz

Localisation de Klein Belitz

Klein Belitz est une commune rurale allemande de l'arrondissement de Rostock dans le Mecklembourg-Poméranie-Occidentale.

## Géographie
Klein Belitz se trouve entre Bützow et Rostock dans la vallée de la Warnow. Outre le village de Klein Belitz, la municipalité comprend les villages de Boldenstorf, mentionné en 1284 sous le nom de Boldewinestorp; Friedrichshof fondé au XVIIIe siècle; Groß Belitz, fondé comme Klein Nelitz au XIIIe siècle; Neukirchen, fondé au XIIIe siècle, ancien village de l'abbaye de Rühn; Passin mentionné en 1236; Reinstorf mentionné en 1248; et Selow mentionné en 1248.

## Architecture et tourisme
- Musée local de Klein Belitz
- Église de Neukirchen (XIIIe siècle) richement décorée possédant un orgue remarquable de 1768
- Chapelle à colombages de Passin (XVIIe siècle)

## Personnalités
- Baron Carl-Friedrich von Langen (1887-1934), cavalier champion olympique né au manoir de Klein Belitz